# Spin (propaganda)
Spin je v oblasti styku s veřejností a politiky forma eskapistické propagandy, dosažená prostřednictvím poskytování zkreslené interpretace nějaké události či kampaně, přesvědčující veřejné mínění ve prospěch či proti nějaké organizaci nebo veřejně známé osobě. Spin doctor je osoba nebo organizace využívající tuto metodu. Zatímco tradiční styk s veřejností využívá změny prezentace faktů, spin často využívá falešnou, klamnou a vysoce manipulativní taktiku. Spinové jsou využívání při událostech nebo situacích, které nejsou považovány za příznivé, nebo které jsou považovány za potenciálně škodlivé pro popularitu osoby, značky nebo výrobku. Téma, kterému je věnována nežádoucí pozornost, je zastíněno jiným tématem, které se za účelem zastínit objeví.
V České republice využil tuto techniku Miloš Zeman.
O práci spin doctora, který zastiňuje sexuální skandál amerického prezidenta, pojednává americký film Vrtěti psem.